# مقياس امتصاص الأشعة السينية ثنائي البواعث

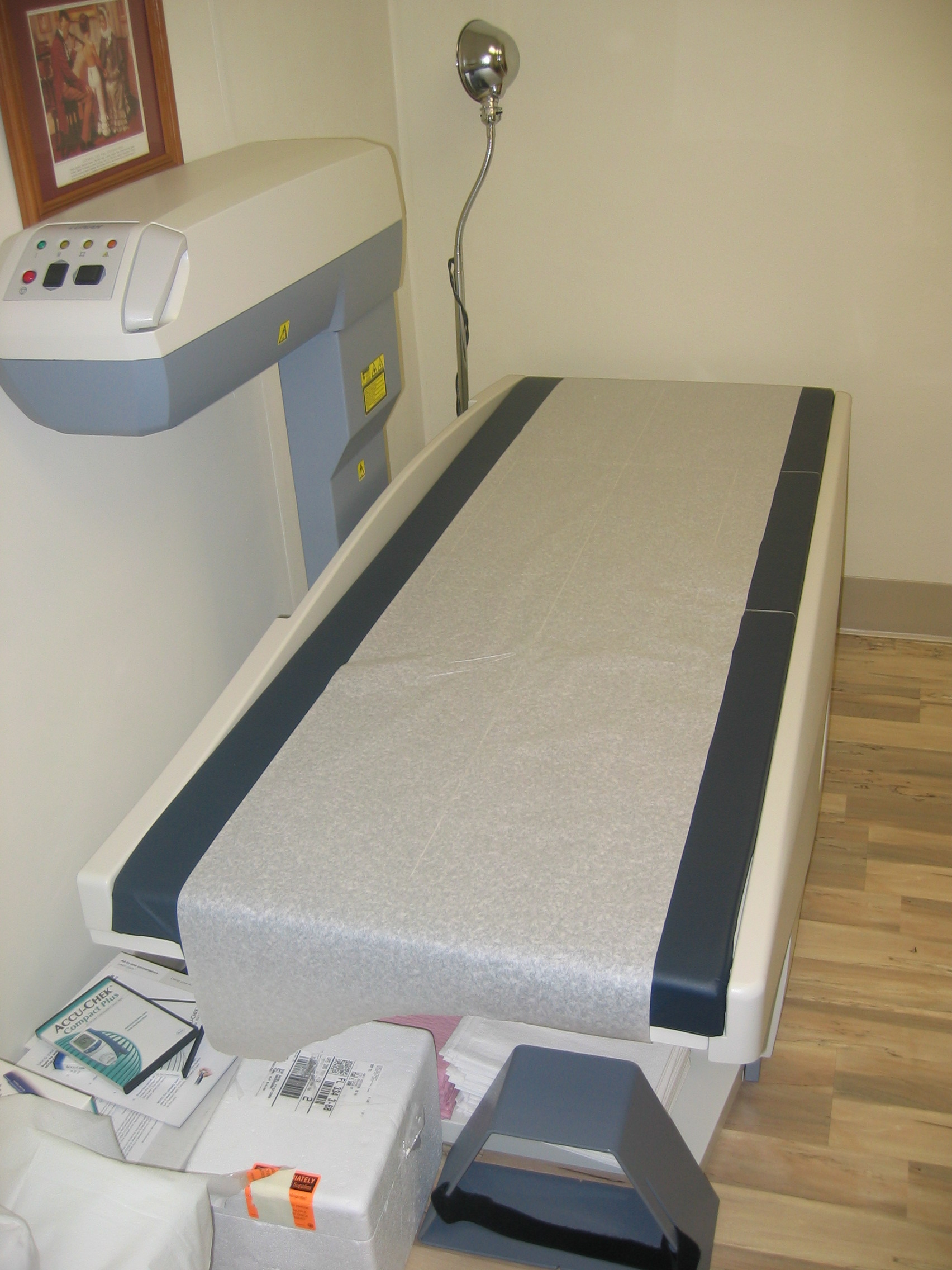
جهاز مقياس امتصاص الأشعة السينية ثنائي البواعث لقياس كثافة العظام.

مقياس امتصاص الأشعة السينية ثنائي البواعث والذي يرمز له (DXA) اختصارا للمصطلح الإنجليزي (Dual-emission X-ray absorptiometry) هو وسيلة لقياس كثافة معادن العظم، حيث توجه حزمتي أشعة إكس ذات مستوى طاقة مختلف على عظام المريض، وبعد طرح مقدار امتصاص الأنسجة الرخوة للأشعة يكون من الممكن تحديد مقدار كثافة معادن العظام من تحديد كمية امتصاص كل حزمة أشعة من قبل العظم. تعتبر طريقة DXA هي من أكثر الطرق انتشارا في قياس كثافة العظام.
تستخدم طريقة DXA عادة في تحليل ومتابعة تخلخل العظام، وينبغي عدم الخلط بين هذه الطريقة ومسح العظام النووي، والتي تكون حساسة لأمراض تغذية معينة تظهر في العظام التي تحاول التعافي من العدوى أو الكسور أو الأورام.

## الاستخدامات
تستخدم طريقة DXA بشكل أساسي في تقييم كثافة معادن العظام. كما أنها من الممكن أن تستخدم في قياس تركيب كامل الجسم ومحتوى الدهون مع درجة كبيرة من الدقة بالمقارنة مع الوزن الهيدروستاتيكي.

## التوصيات
ينصح بإجراء فحص DXA للنساء ذوات الأعمار فوق 65 عام، أو في سن 60 عام في حال وجود مخاطر مثل وجود كسور أو شقوق مسبقة في العظام، إدمان التدخين أو الكحول، أو وجود تاريخ لكسور العظام العائلي، وجود أمراض مزمنة في الكبد أو العظام، وجود أمراض تنفسية مزمنة، وغيرها من المخاطر. أما عند الرجال فيكون ذات السن في حال وجود المخاطر هو 50 عام.

## العلامات
حددت منظمة الصحة العالمية الفئات التالية لتصنيف كثافة العظام عند النساء البيض :
- العظام العادي 		علامة T أكبر من -1
- Osteopenia		علامة T بين -1 و -2.5
- Osteoporosis		علامة T أقل -2.5
- Osteoporosis شديد 		علامة T أقل من -2.5 و +1 كسر osteoporotic

إلا أن لجنة منظمة الصحة العالمية لم يكن لديها الكثير من البيانات من أجل تحديد المعلومات عند الرجاء أو الفئات العرقية الأخرى.